# 塞尔维亚联盟
塞尔维亚联盟（塞尔维亚语：Уједињена Српска/ Ujedinjena Srpska, US ）是塞族共和国的议会政党，于2015年12月22日在巴尼亚卢卡成立。该党现任主席是斯普斯卡共和国国民议会副主席、第九届议会副主席内纳德·斯特万迪奇。